# Lista monumentelor istorice din județul Prahova - Ș

Simbol utilizat pentru monumentele istorice

Lista monumentelor istorice din județul Prahova - Ș cuprinde monumentele istorice înscrise în Patrimoniul cultural național al României și aflate în localități din județul Prahova al căror nume începe cu litera Ș. 
Lista completă este menținută și actualizată periodic de către Ministerul Culturii, Cultelor și Patrimoniului Național din România, prin intermediul Institutului Național al Patrimoniului, ultima versiune datând din 2015. Această listă cuprinde și actualizările ulterioare, realizate prin ordin al ministrului culturii.
Puteți căuta un monument din județul Prahova folosind formularul de mai jos sau puteți naviga prin toate monumentele din județ la lista monumentelor istorice din județul Prahova.
| Cod LMI                               | Denumire                        | Localitate                    | Localizare                                   | Datare, Creatori                        | Imagine               | Erori             |
| ------------------------------------- | ------------------------------- | ----------------------------- | -------------------------------------------- | --------------------------------------- | --------------------- | ----------------- |
| PH-I-s-A-16213 (RAN: 135440.01)       | Situl arheologic de la Șirna    | sat Șirna; comuna Șirna       | „La fântâna lui Hârțu”                       |                                         | Încarcă foto \| video | Raportează eroare |
| PH-I-m-A-16213.01 (RAN: 135440.01.05) | Așezare                         | sat Șirna; comuna Șirna       | „La fântâna lui Hârțu” 44.80667°N 25.96944°E | sec. VII - VIII p. Chr.                 | Încarcă foto \| video | Raportează eroare |
| PH-I-m-A-16213.02 (RAN: 135440.01.04) | Așezare                         | sat Șirna; comuna Șirna       | „La fântâna lui Hârțu” 44.80667°N 25.96944°E | sec. V-VII p. Chr.                      | Încarcă foto \| video | Raportează eroare |
| PH-I-m-A-16213.03 (RAN: 135440.01.03) | Așezare                         | sat Șirna; comuna Șirna       | „La fântâna lui Hârțu” 44.80667°N 25.96944°E | sec. III p. Chr.                        | Încarcă foto \| video | Raportează eroare |
| PH-I-m-A-16213.04 (RAN: 135440.01.02) | Așezare                         | sat Șirna; comuna Șirna       | „La fântâna lui Hârțu” 44.80667°N 25.96944°E | Latène                                  | Încarcă foto \| video | Raportează eroare |
| PH-I-m-A-16213.05 (RAN: 135440.01.01) | Așezare                         | sat Șirna; comuna Șirna       | „La fântâna lui Hârțu” 44.80667°N 25.96944°E | Epoca bronzului                         | Încarcă foto \| video | Raportează eroare |
| PH-I-s-B-16214 (RAN: 132565.01)       | Situl arheologic de la Șoimești | sat Șoimești; comuna Ceptura  | „La Merez”                                   | Epoca bronzului                         | Încarcă foto \| video | Raportează eroare |
| PH-I-m-B-16214.01 (RAN: 132565.01.02) | Așezare fortificată             | sat Șoimești; comuna Ceptura  | „La Merez” 45.03417°N 26.30083°E             | Epoca bronzului, Cultura Tei            | Încarcă foto \| video | Raportează eroare |
| PH-I-m-B-16214.02 (RAN: 132565.01.01) | Așezare fortificată             | sat Șoimești; comuna Ceptura  | „La Merez” 45.03417°N 26.30083°E             | Epoca bronzului timpuriu, Cultura Glina | Încarcă foto \| video | Raportează eroare |
| PH-II-m-B-16760                       | Casa Steliana Cheluș            | sat Șotrile; comuna Șotrile   | 30                                           | sf. sec. XIX-înc. sec. XX               | Încarcă foto \| video | Raportează eroare |
| PH-II-m-B-16761                       | Casa Elena Dan                  | sat Șotrile; comuna Șotrile   | 155                                          | 1900                                    | Încarcă foto \| video | Raportează eroare |
| PH-II-m-B-20209                       | Casa Ion I. Dăscăleciu          | sat Șotrile; comuna Șotrile   | 170                                          | 1910                                    | Încarcă foto \| video | Raportează eroare |
| PH-II-m-B-16764                       | Casa Silvia Bârsan              | sat Șotrile; comuna Șotrile   | 271                                          | 1920                                    | Încarcă foto \| video | Raportează eroare |
| PH-II-m-B-16758                       | Casa Dan Gh. Ion                | sat Șotrile; comuna Șotrile   | 315                                          | mijl. sec. XIX                          | Încarcă foto \| video | Raportează eroare |
| PH-II-m-B-16762                       | Casa Ana Stănică                | sat Șotrile; comuna Șotrile   | 339                                          | 1907                                    | Încarcă foto \| video | Raportează eroare |
| PH-II-m-B-16763                       | Casa Aurelia Băbescu            | sat Șotrile; comuna Șotrile   | 351                                          | 1900                                    | Încarcă foto \| video | Raportează eroare |
| PH-II-m-B-16767                       | Casa Nicolae Șerban             | sat Ștefești; comuna Ștefești | 24                                           | înc. sec. XX                            | Încarcă foto \| video | Raportează eroare |
| PH-II-m-B-16768                       | Casa Maria Belea                | sat Ștefești; comuna Ștefești | 105                                          | înc. sec. XX                            | Încarcă foto \| video | Raportează eroare |
| PH-II-m-B-16766                       | Casa Constantin Târșoreanu      | sat Ștefești; comuna Ștefești | 155                                          | înc. sec. XX                            | Încarcă foto \| video | Raportează eroare |
| PH-II-m-B-16769                       | Casa Gheorghe Bucur             | sat Ștefești; comuna Ștefești | 178                                          | sf. sec. XIX                            | Încarcă foto \| video | Raportează eroare |
| PH-II-m-B-16765                       | Casa Maria State                | sat Ștefești; comuna Ștefești | 197                                          | înc. sec. XX                            | Încarcă foto \| video | Raportează eroare |